# اشپلا رزین
اشپلا رُزین (اسلوونیایی: Špela Rozin؛ زادهٔ ۳۱ ژانویهٔ ۱۹۴۳) بازیگر اهل اسلوونی است.
از فیلم‌هایی که وی در آن نقش داشته‌است، می‌توان به جنگ نرتوا، حمله سری، شیر یا خط و صندلی الکتریکی اشاره کرد.